# Rodney Williams (cestista)
Rodney Williams jr. (Minneapolis, 23 luglio 1991) è un ex cestista statunitense.